# Доминик Деверо
Доминик Деверо (енгл. Dominique Deveraux), рођена као Мили Кокс (енгл. Millie Cox) је измишљени лик из америчке сапунице Династија и њеног спин-офа Колбијеви. Доминик је полусестра милионера Блејка Карингтона (Џон Форсајт) за коју он није знао да постоји. Исписана је из серије 1987. године, након седме сезоне и није се вратила у мини-серији Династија: Поново на окупу из 1991. године.
У римејку серије, лик тумачи Мајкл Мишел, од 2019. године.

## Оригинална серија

### Развој
Са Династијом у својој четвртој сезони, Дајен Керол видела је успех сапуница у ударном термину и приметила да, иако су покривале многе проблеме попут силовања и хомосексуалности, тек треба да се баве расном интеграцијом. Тада је рекла: „Желим да будем прва црна кучка на телевизији.” Менаџер Керолове успео је да контактира Арона Спелинга, продуцента Династије, али није било одговора пре него што су Керолова и Спелинг случајно налетели једно на друго убрзо након тога. Барбра Стрејсенд замолила је Керолову да отпева песму из представе Yentl на церемонији доделе награда Златни глобус, а након тога су се Керолова и Спелинг нашли у истом ноћном клубу. Рекао је: „Кад је Дајен ушла, Естер Шапиро и ја смо је погледали, погледали једно друго и рекли: Боже мој, она је Династија”. Керолова је те ноћи рекла Шапировој: „Ако нисам ја, нека буде неко, јер је време.” Спелинг је рекао: „Ми смо те вечери практично закључили уговор док смо пили у бару.”
Укључивање у Династију учинило је Керолову једином црном глумицом са дуготрајном улогом у ноћној серији у то време, а Доминик је први истакнути афроамерички лик у сапуници ударног термина. Керолова је рекла: „Ја сигурно нисам истраживала број црнаца на ТВ-у, али како сте могли да не видите да их нема?” Појављујући се у последње две епизоде четврте сезоне, процењена плата Керолове била је 35 хиљада америчких долара по епизоди, а потписала је уговор за најмање 17 од 29 епизода пете сезоне. Шапирова је рекла: „Желели смо улогу где црнац може да буде на истом друштвеном и економском нивоу као и остали ликови. Једна ствар коју не бисмо урадили је да ставимо црну жену као жртву.” Додала је: „Намера нам је да 1984. играмо ликове са нагласком на лик, а не на боју коже.”
Доминик је од почетка била замишљена као супарница за Алексис Колби, негативку коју је играла Џоан Колинс. Шапирова је рекла: „Доминик није спремна да надмаши Алексис сама по себи.” Колинсова је рекла: „Мислим да је дивно имати још један феноменални "преко 40" у ударном термину. Имали смо пар кучка-кучка сцена, које су биле веома добре. И наравно, нико не зна боље од мене да у игрању кучке не морате бити кучка.” Керолова је прокоментарисала: „Џоан и ја смо довољно блиске по годинама и искуству да схватимо да је то сјајно за све нас. У коначној анализи бићемо добре једно по другу.” Вилис Едвардс, председник Беверли Хилс/Холивуд огранка NAACP (Национално удружење за унапређење обојених људи), рекао је о кастингу Керолове: „Ово је битна ствар, што се нас тиче. Боримо се годинама за овако нешто.” Линда Еванс, која је играла Кристал Карингтон, тада је рекла: „Не мислим да ће утицај њеног доласка у серију утицати само на црнце. Мислим да ће то бити сјајно за све људе који је виде.”

### Карактеризација
Док је обављала улогу у једној од ноћних сапуница, Керолова је рекла: „Желим да будем богата и немилосрдна”. Рекла је 2011. године да се продуценткињи Династије Елејн Рич „свидела идеја да Доминик буде кучка”, а Керолова јој је рекла: „Мислим да је најважније за нас да запамтимо писање за белог мушкарца и то ће бити то. Имаћемо лик. Не покушавајте да пишете за оно што мислите да јесам, пишите за белца који жели да буде богат и моћан. И то је начин на који смо нашли Доминик Деверо.”
У интервјуу из 1984. године, Керолова је рекла: „Никада нисам играла улогу која је оволико недопадљива. И свиђа ми се то. Свиђа ми се јако, јер мислим да се често, посебно од мањина, готово захтева да су добри људи, а ја не желим да играм добру особу.”

### Појављивања
Керолова је оригинално тумачила улогу певачице/пословне жене Доминик Деверо у епизоди „Нова жена у граду” из 1984. године. Појавила се у 71 епизоди Династије и 7 епизода спин-оф серије Колбијеви. Лик се последњи пут појавио у последњој епизоди седме сезоне Династије „Игра сенки”, 1987. године. Иако се физички није појавила након седме сезоне, помиње се да је Доминик оживела своју певачку каријеру и да је отишла на турнеју по Европи.
Како би се заобишла било каква шанса да прича о њеном доласку процури до штампе, снимљене су бројне сцене у којима је Доминик представљена, укључујући и алтернативне реченице које откривају да је она мајка Кирби Андерс (Кетлин Белер) или бивша супруга Алексисиног покојног супруга Сесила Колбија (Лојд Бонер). Керолова је константно виђена у извођењу или вежбању песама у разним епизодама обе серије.

### Приче

#### Сезона 4
Успешна и богата певачица Доминик Деверо стиже у Денвер у епизоди „Нова жена у граду” (1984), постављајући Фалон Карингтон Колби (Памела Су Мартин) питања о њеној мајци, Алексис Колби (Џоан Колинс). У следећој епизоди, последњој епизоди четврте сезоне, Доминик се наглас пита какву ће реакцију имати када сазнају да је и она Карингтон.

#### Сезона 5
Доминикин супруг Брејди Лојд (Били Ди Вилијамс) стиже у Денвер у премијерној епизоди сезоне, „Нестанак”. Пита се зашто Доминик наступа у хотелу Ла Мираж. Брејди и Доминик се свађају кад му она одбија рећи зашто одлучује да остане у Денверу. Доминикину одбојност према нафтном тајкуну Блејку Карингтону (Џон Форсајт) примећује његова супруга Кристал (Линда Еванс).
Након Фалонине сахране у епизоди „Спас”, Доминик износи шокантну тврдњу да је она Блејкова полусестра, ћерка његовог оца Тома Карингтона и његове дугогодишње љубавнице Лоре Метјуз, те нуди доказ пронађен у писму у старом ковчегу остављеном на чување Лориној сестри Беси. Финансијски везан Блејк склапа посао са веома богатом Доминик: 40% Денвер-Карингтона у замену за 70 милиона долара. То касније чини Доминик непријатељем за Алексис, која планира да уништи свог бившег мужа Блејка. Кад Брејди сазна истину, бесан је што му се Доминик раније није поверила.
Као Блејкова пословна партнерка, Доминик путује у Истанбул како би се састала са сеновитим Рашидом Ахмедом како би помогла Блејку да добије признање од њега. Упркос овој помоћи, у епизоди „Тај празнични дух”, Блејк говори Доминик да Том пориче да је он њен отац. Бесна, Доминик покреће тужбу против Блејка због присвајања финансијских средстава компаније након што Блејк искористи део новца који је уложила у Денвер-Карингтон како не би изгубио своје имање. Међутим, у епизоди „Тестмент”, Доминик и Блејк посећују свог оца Тома на самрти у Индонезији. Алексис, Томова миљеница, их прати. Том први пут упозна своју непризнату ћерку Доминик, а она га убеђује да је прихвати. Том умире, али након што укључује Доминик у свој тестамент и учини је извршиоцем, што додатно љути Алексис (која је такође корисница). У епизоди „Благо”, Блејк и Доминик разговарају о свом односу и Блејк је коначно признаје као своју полусестру. Доминик, у знак захвалности, говори Блејку да је одустала од тужбе против њега. Касније, Блејк позива Алексис у своју канцеларију и каже јој да ће, ако она устраје у покушају да оповргне Томов тестамент, своју пуну подршку дати Доминик. Даље, понавља чињеницу да је она сада породица и да ће се он до смрти борити за њу. Алексис се слаже са Блејковим захтевима, али говори му да ће пронаћи начин да уништи Доминик без обзира на то. Касније те вечери у дворцу Карингтонових, Блејк одржава вечеру како би званично пожелео Доминик добродошлицу у породицу. Касније, Аманда говори Алексис о окупљању и да је поносна што јој је Доминик тетка, што додатно фрустрира Алексис. Алексис тада позива једног од својих сарадника и наређује му да открије све што може о Доминик.
У епизоди „Колапс”, Доминик сазнаје да је Брејди поднео захтев за развод брака и да Алексис покушава да преузме њену компанију Деверо груп, након чега се онесвести. У болници, Доминик сазнаје да јој је потребна операција на срцу. Она се провлачи кроз своју болест и постаје ближа Блејку и Кристал. Иако је развод завршен, Брејди одбија продати своје деонице у Деверо груп Алексис, обуставивши преузимање. Приметивши да се позната фоторепортерка леди Ешли Мичел интересује за Блејка, Доминик је упозорава да се држи подаље и саветује Кристал да припази.
Доминик је међу породичним гостима који су позвани у Молдавију на венчање Аманде и принца Мајкла, где се одвија војни пуч, а побуњеници преузимају капелу и посипају мецима читаву свадбену забаву.

#### Сезона 6
Доминик преживљава масакр на венчању и одбија понуду побуњеничког вође да остане у Молдавији како би певањем „забавила трупе и побољшала морал”. Назад у Денверу, Доминик ради са Блејком на уговору о нафтоводу са Џејсоном Колбијем (Чарлтон Хестон). Наилази на Џонатана Лејка (Келвин Локхарт), запосленог у државном одељењу, који подсећа Доминик да су се срели пре пар година у Паризу. Изгледа да романса пара цвета, али тада се враћа мушкарац из њене прошлости: Гарет Бојдстон (Кен Хауард), адвокат Џејсона Колбија. Гарет покушава да поново оживи њихову романсу, али Доминик је одбојна. Годинама раније, Доминик и Гарет имали су аферу. У то време Гарет је тврдио да је ожењен и одбио је да напусти своју супругу. Доминик се двоуми између двојице мушкараца док не сазна да се Џонатан удружио са Бартом Фалмонтом, политичарем који се бори против пројекта цевовода.
Доминик често путује у Лос Анђелес и ангажује Монику Колби (Трејси Скоџинс) да јој помогне у покретању дискографске куће са седиштем у Лос Анђелесу. Док је тамо, она и даље виђа Гарета. Он не може да разуме њену невољност да наставе везу.
У епизоди „Незгода”, Доминикина ћерка Џеки (Трој Бејер) долази у посету својој мајци и моли да остане у Денверу, уместо да се врати и заврши у школу у Швајцарској. У епизоди „Развод”, Гарет упознаје Џеки и одмах је уверен да је он њен отац. Гарет притиска Доминик, али она и даље пориче да је он Џекин отац. Џеки, која би волела да мајка буде удата и срећна, такође се пита о правој природи њихове везе. У епизоди „Глас”, Џеки бежи кад сазна да је њен отац на њеном родном листу наведен као „непознат”. Алексис наилази на Џеки и манипулише њом како би јој рекла своје проблеме. Доминик коначно признаје Гарету да је он Џекин отац. Џеки се враћа кући у епизоди „Плач” и коначно сазнаје да је Гарет њен отац.
У епизоди „Спас”, Доминик и Гарет одлучују да се венчају. У финалу сезоне, на њиховој прослави, Алексис јој открива да Гарет никада раније није био ожењен. Лагао је да би избегао дугорочну везу. Доминик ошамари Алексис и наређује јој да оде. Она се суочава с Гаретом и он јој признаје да је лагао. Запањена, Доминик раскида веридбу. Њихови гости и даље славе, несвесни да је венчање отказано и да у другим деловима хотела избија пожар.

#### Сезона 7
За време пожара, Доминик паничи када не може да пронађе Џеки. Декс успева да спаси Џеки, али она је страшно изгорела. Џеки даје исказе сведока о узроку пожара, пре него што напушта Денвер на најсавременије лечење опекотина.
За то време, Доминик помаже Блејку да се бори против Алексис, која је преузела Блејкову компанију уз помоћ њиховог отуђеног брата, Бена. Такође покушава да оживи своју певачку каријеру. Када се у Алексисиним новинама појави лоша критика, Доминик се суочава са њом у епизоди „Страх” и долази до туче.
У епизоди „Романса”, Доминик упознаје геолога Ника Кимбала, који је романтично прогони. Доминик му се у почетку опире, али до епизоде „Писмо” се предаје и они заједно проводе страствену ноћ. У епизоди „Запамћена љубав”, Ник спашава Доминик од два разбојника које је бизнисмен Гари Тилден послао да је заплаше након што је одбила пословну сарадњу са њим. Међутим, Доминик је и даље суздржана око своје везе и приближава се Алексисином бившем мужу Дексу. Ник се касније враћа да са Доминик оде на романтични викенд у Сан Франциско, где је запроси. Док Доминик размишља о удаји за Ника, Џеки се враћа у Денвер како би рекла својој мајци да је Гарет још увек заљубљен у њу. У епизоди „Афера”, Џеки тражи Ника да прекине са Доминик. Кад Доминик каже да неће поново ући у везу са Гаретом, поражена Џеки поново напушта Денвер. У епизоди „Представа сенки”, последњој епизоди сезоне, Доминик и Ник присуствују венчању њеног братанца Адама. Након церемоније, Доминик прихвата његову просидбу и њих двоје напуштају Денвер.

## Римејк

### Развој
Римејк серија је премијерно емитована 11. октобра 2017. године на каналу Си-Даблју. У саопштењу за штампу из маја 2018. године, наводи се да ће серија у другој сезони представити лик Блејкове полусестре Доминик Деверо, мајке Џефа Колбија и Монике Колби. Извршна продуценткиња Сали Патрик рекла је о представљању Доминик:
Радујем се рађењу тога касније ове сезоне, надам се. Фантастична је. Она је сјајан лик и велики је непријатељ за Алексис, али мени је такође интересантно довести Моникину и Џефову мајку. Видели смо Карингтонове и док су потпуно сјебани, имају једни друге, мање-више, и видети шта недостаје Колбијевима и ко је та жена, и како ће њен долазак променити њихове ликове ће бити занимљиво.
Дана 22. марта 2019. године објављено је да је Мајкл Мишел изабрана да глуми Доминик.

### Приче

#### Сезона 1
У епизоди „Лоша мала скитница”, бака Џефа и Монике Колби признала је да је отац њихове мајке Мајли заправо Томас Карингтон, чинећи је Блејковом полусестром.

#### Сезона 2
Џеф оставља поруку својој мајци у другој епизоди сезоне „Расположење шампањца” и позива је у Атланту на поновно окупљање у епизоди „Приказ тебе”. Моника, још увек бесна што их је мајка напустила, зове Доминик и прети јој суочавањем уколико дође авионом који је Џеф послао. Џеф је сломљен кад се њихова мајка не појави.
У епизоди „Нова жена у граду”, Доминик се поново појављује док се Џеф опоравља од куће. Она и Моника се сукобљавају око Доминикиног напуштања и иако се Доминик извињава, она тврди да је Џефу и Моники било боље што их је одгајала бака. Доминик признаје да је лагала о успешној каријери, а Џеф је мајци написао чек на милион долара као замку да види да ли се враћа само због новца. Џеф и Моника хватају Доминик у покушају бега, али она је већ бацила чек у смеће. Доминик прави тајни телефонски позив, откривајући да је манипулисала Џефом и Моником, те да има другу децу у Њујорку. У епизоди „Дебљи од новца”, Доминик посећује Блејка, који јој годинама уназад плаћа да крије чињеницу да је његова полусестра. Исплате су недавно престале и Доминик жели оно што јој се дугује. Блејк каже да може добити свој новац ако му скине Џефа са леђа. Џеф открива да га је Адам отровао и моли Доминик за помоћ да уништити Блејка и Адама. У епизоди „Обмана, љубомора и лажи”, Џеф и Доминик исценирају место злочина са Џефовом крвљу и манжетном Адама Карингтона како би изгледало као да је Адам убио Џефа, који напушта државу. Доминик, међутим, узима манжетну и позива Блејка да потврди да ће се његове исплате наставити пошто је Џеф отишао.